# Dypsis monostachya
Dypsis monostachya är en enhjärtbladig växtart som beskrevs av Henri Lucien Jumelle. Dypsis monostachya ingår i släktet Dypsis och familjen Arecaceae. IUCN kategoriserar arten globalt som otillräckligt studerad. Inga underarter finns listade i Catalogue of Life.